# 아타고 그린 힐스
아타고 그린 힐스(일본어: 愛宕グリーンヒルズ 아타고그린히루즈[*], 영어: ATAGO GREEN HILLS)는 도쿄도 미나토구에 위치한 사무실과 주택을 갖춘 재개발 지역이다. 통칭은 아타고 힐스(일본어: 愛宕ヒルズ 아타고히루즈[*])이며, 2001년 준공하였다.

## 같이 보기
- 일본의 마천루 목록
- 도쿄도의 마천루 목록